# دره سولاک
کَنیون سولاک (به روسی: Сулакский каньон) یک ژرف‌دره است که میان آن رودخانه سولاک قرار دارد و در داغستان، روسیه قرار دارد. عمیق‌ترین دره اروپا در نظر گرفته می‌شود.
درازای این ژرف دره ۵۳ مایل (۸۵ کیلومتر) و پهنای آن تا ۱۸ مایل (۲۹ کیلومتر) می‌رسد و عمق آن یک مایل (۱٬۹۲۰ فوت یا ۵۹۰ متر) است. ۶۳ متر عمیق‌تر از گرند کنیون در ایالات متحده آمریکا و ۶۲۰ متر عمیق‌تر از دره رودخانه تارا است.

## جغرافیا
دره سولاک در بخش مرکزی داغستان و در دره رود سولاک واقع شده‌است. در همین نزدیکی شهرک شهرسازی دوبکی قرار دارد. نزدیک‌ترین و تنها شهر مهم با خطوط هوایی، ماخاچ‌کالا، در ۵۵ کیلومتری شرق در یک خط مستقیم قرار دارد و فاصله آن در طول جاده حدود ۱۰۰ کیلومتر خواهد بود.

## گیاهان و جانوران
این دره دارای بزرگترین شهرک‌های لانه سازی در فدراسیون روسیه از پرندگان کرکس کمیاب است که در کتاب قرمز ذکر شده‌است: کرکس گریفون، کرکس سیاه و کرکس.
گونه‌های گیاهی بومی، کمیاب و کم مطالعه‌شده، مانند اسپرس شاخدار، در قلمرو دره حفظ شده‌است.
در درون این ویژگی طبیعی، رسوباتی از دوره‌های کرتاسه، ژوراسیک و ترشیاری به سطح می‌آیند که هر کدام حاوی فسیل‌های باستانی است.

## گردشگری
این دره یکی از معروف‌ترین و پربازدیدترین مناظر طبیعی داغستان است. در ۹ ماه سال ۲۰۱۹، ۳۲۰ هزار گردشگر از تنگه بازدید کردند که تقریباً یک و نیم برابر بیشتر از سال گذشته‌است که تعداد گردشگران بازدیدکننده از دره در مدت مشابه ۲۲۰ هزار نفر بود.

## نگارخانه

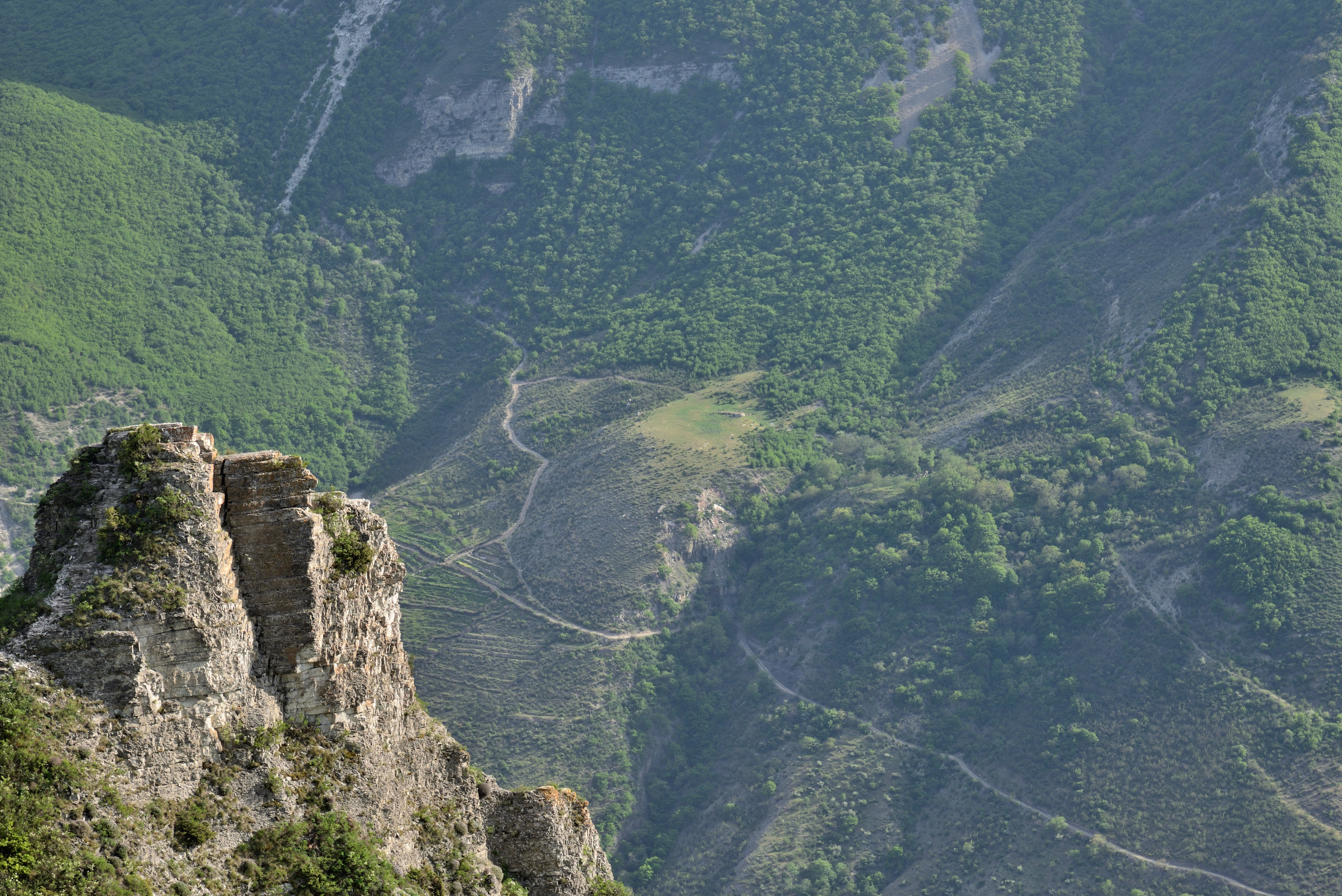
در صخره
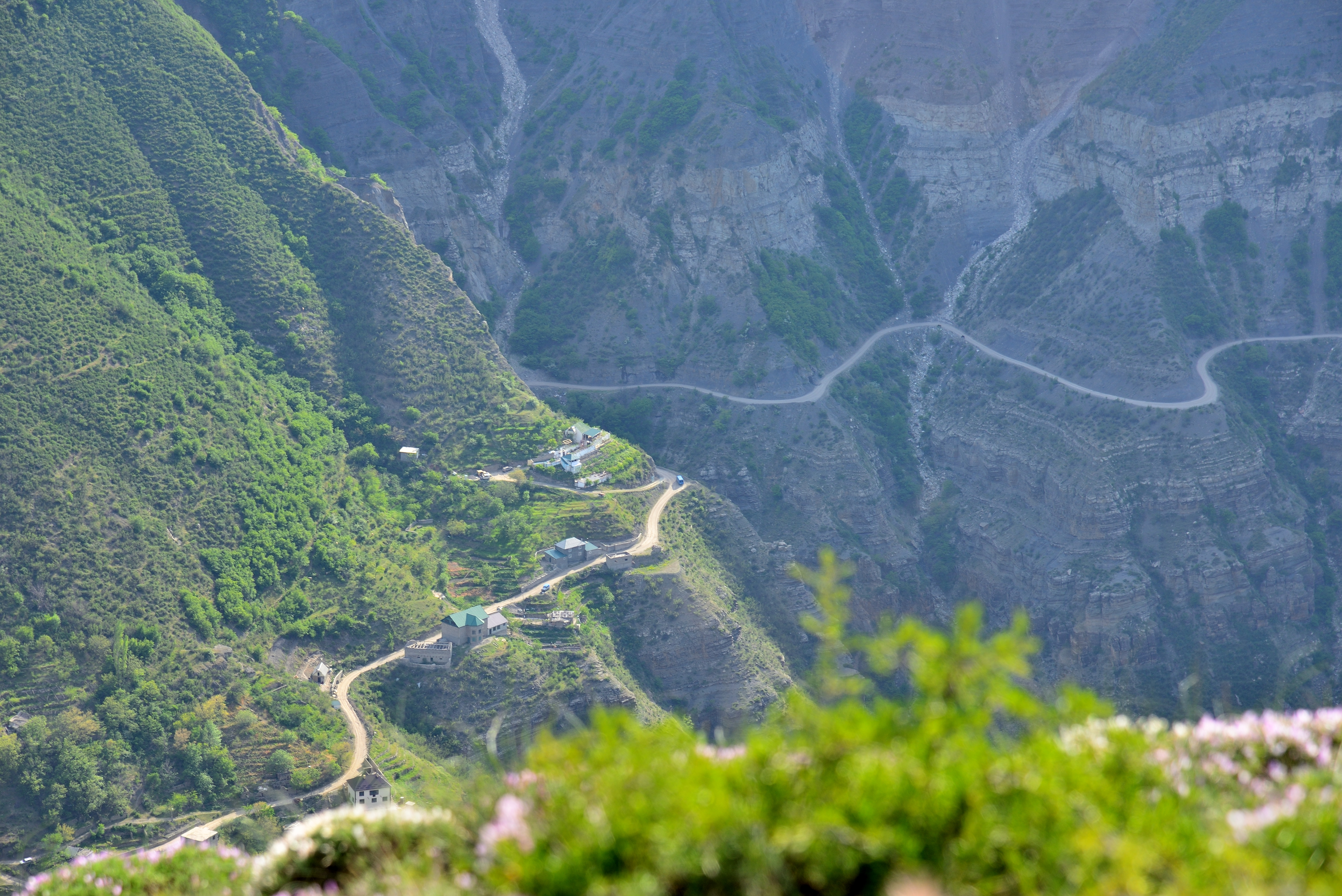
مارپیچ کوهی
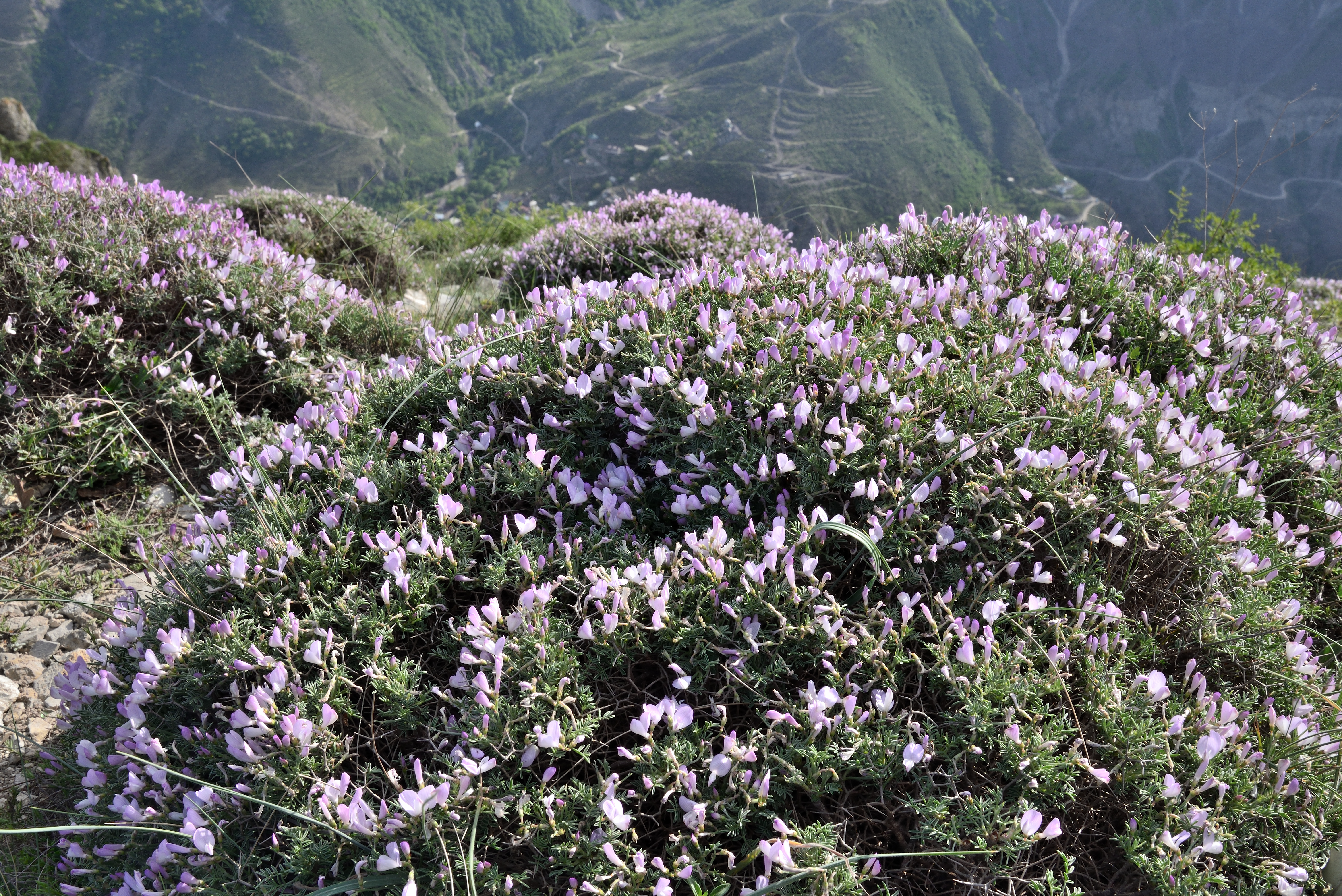
پوشش گیاهی در لبه
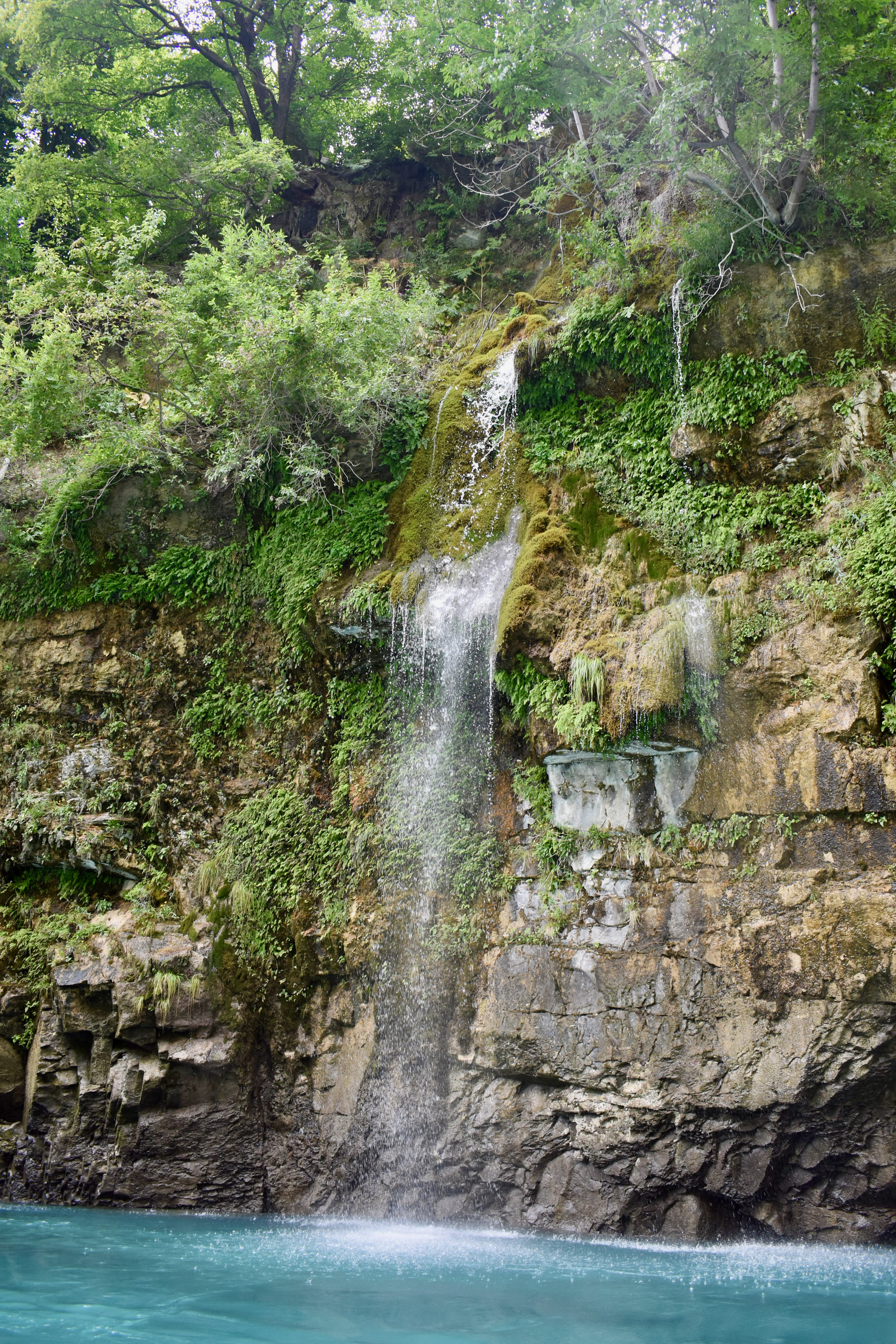
آبشار

## مقالات مرتبط
- داغستان
- رودخانه سولاک